# Notiothops campana
Notiothops campana là một loài nhện trong họ Palpimanidae. Loài này được phát hiện ở Chile.